# Campeonato Europeu de Voleibol Masculino de 2021
O Campeonato Europeu de Voleibol Masculino de 2021 foi a 32ª edição deste torneio bianual que reuniu as principais seleções europeias de voleibol masculino. A Confederação Europeia de Voleibol (CEV) foi a responsável pela organização do campeonato. Conforme divulgado no dia 19 de junho de 2020, a competição foi pela segunda vez disputada em quatro países distintos: República Tcheca, Finlândia, Estônia e Polônia, mantendo o número de participantes da competição, ou seja, 24 seleções.
A Itália foi campeã do campeonato pela 7ª vez ao derrotar na final a seleção da Eslovênia, que conquistava o seu 3º vice-campeonato na história do torneio. Completando o pódio, a Polônia conquistou a medalha de bronze ao derrotar a seleção da Sérvia.

## Sedes
Três cidades polonesas, uma cidade finlandesa, checa e estoniana foram selecionadas para receber as partidas da competição.
| Grupo A                                      | Oitavas de finais, Quarta de finais          | Semifinais, Finais | Cracóvia Gdansk Katovice |
| -------------------------------------------- | -------------------------------------------- | ------------------ | ------------------------ |
| Cracóvia, Polônia                            | Gdansk, Polônia                              | Katovice, Polônia  | Cracóvia Gdansk Katovice |
| Tauron Arena                                 | Ergo Arena                                   | Spodek             | Cracóvia Gdansk Katovice |
| Capacidade: 15 030                           | Capacidade: 11 409                           | Capacidade: 11 500 | Cracóvia Gdansk Katovice |
|                                              |                                              |                    | Cracóvia Gdansk Katovice |
| Grupo B, Oitavas de finais, Quarta de finais | Grupo B, Oitavas de finais, Quarta de finais | Ostrava            | Ostrava                  |
| Ostrava, Chéquia                             |                                              | Ostrava            | Ostrava                  |
| Ostravar Aréna                               |                                              | Ostrava            | Ostrava                  |
| Capacidade: 10 000                           |                                              | Ostrava            | Ostrava                  |
|                                              |                                              | Ostrava            | Ostrava                  |
| Grupo C                                      | Grupo C                                      | Tampere            | Tampere                  |
| Tampere, Finlândia                           |                                              | Tampere            | Tampere                  |
| Tampere Ice Hall                             |                                              | Tampere            | Tampere                  |
| Capacidade: 7 300                            |                                              | Tampere            | Tampere                  |
|                                              |                                              | Tampere            | Tampere                  |
| Grupo D                                      | Grupo D                                      | Tallinn            | Tallinn                  |
| Tallinn, Estônia                             |                                              | Tallinn            | Tallinn                  |
| Tampere Ice Hall                             |                                              | Tallinn            | Tallinn                  |
| Capacidade: 7 200                            |                                              | Tallinn            | Tallinn                  |
|                                              |                                              | Tallinn            | Tallinn                  |

## Fase de grupos
Os horários obedecem ao Horário de Verão da Europa Central (UTC+2).
|  | Qualificado para as oitavas de final |

### Grupo A
|     |          |     | Jogos | Jogos | Jogos | Sets | Sets | Sets  | Pontos | Pontos | Pontos |
| Pos | Equipe   | Pts | T     | V     | D     | V    | P    | R     | V      | P      | R      |
| --- | -------- | --- | ----- | ----- | ----- | ---- | ---- | ----- | ------ | ------ | ------ |
| 1   | Polônia  | 14  | 5     | 5     | 0     | 12   | 4    | 3,000 | 453    | 381    | 1.189  |
| 2   | Sérvia   | 12  | 5     | 4     | 1     | 11   | 5    | 2.200 | 491    | 432    | 1.137  |
| 3   | Ucrânia  | 7   | 5     | 3     | 2     | 6    | 7    | 0.857 | 446    | 446    | 1,000  |
| 4   | Portugal | 6   | 5     | 2     | 3     | 6    | 9    | 0.667 | 459    | 502    | 0.914  |
| 5   | Bélgica  | 4   | 5     | 1     | 4     | 7    | 11   | 0.636 | 408    | 435    | 0.938  |
| 6   | Grécia   | 2   | 4     | 0     | 4     | 3    | 9    | 0.333 | 434    | 495    | 0.877  |

| Data  | Hora  |             | Placar |             | Set 1 | Set 2 | Set 3 | Set 4 | Set 5 | Total   | Relatório |
| ----- | ----- | ----------- | ------ | ----------- | ----- | ----- | ----- | ----- | ----- | ------- | --------- |
| 2 set | 14:30 | Grécia      | 2–3    | ' Ucrânia'  | 25–22 | 24–26 | 25–22 | 19–25 | 6–15  | 99–110  | 99–110    |
| 2 set | 17:30 | ' Polônia ' | 3–1    | Portugal    | 25–16 | 22–25 | 25–16 | 25–19 |       | 97–76   | 97–76     |
| 2 set | 20:30 | Bélgica     | 1–3    | ' Sérvia'   | 13–25 | 18–25 | 25–21 | 20–25 |       | 76–96   | 76–96     |
| 3 set | 17:30 | Bélgica     | 2–3    | ' Portugal' | 23–25 | 22–25 | 25–20 | 25–18 | 13–15 | 108–103 | 108–103   |
| 3 set | 20:30 | Ucrânia     | 0–3    | ' Sérvia'   | 25–27 | 24–26 | 21–25 |       |       | 70–78   | 70–78     |
| 4 set | 17:30 | ' Bélgica ' | 3–0    | Grécia      | 25–16 | 25–22 | 25–22 |       |       | 75–60   | 75–60     |
| 4 set | 20:30 | Sérvia      | 2–3    | ' Polônia'  | 21–25 | 25–23 | 25–20 | 20–25 | 14–16 | 105–109 | 105–109   |
| 5 set | 17:30 | Portugal    | 2–3    | ' Ucrânia'  | 18–25 | 23–25 | 25–21 | 26–24 | 11–15 | 103–110 | 103–110   |
| 5 set | 20:30 | Grécia      | 1–3    | ' Polônia'  | 15–25 | 22–25 | 25–20 | 24–26 |       | 86–96   | 86–96     |
| 6 set | 17:30 | Portugal    | 1–3    | ' Sérvia'   | 15–25 | 21–25 | 25–22 | 17–25 |       | 78–97   | 78–97     |
| 6 set | 20:30 | ' Polônia ' | 3–0    | Bélgica     | 25–18 | 26–24 | 25–16 |       |       | 76–58   | 76–58     |
| 7 set | 17:30 | ' Sérvia '  | 3–2    | Grécia      | 25–23 | 22–25 | 25–16 | 28–30 | 15–5  | 115–99  | 115–99    |
| 7 set | 20:30 | ' Ucrânia ' | 3–1    | Bélgica     | 25–27 | 25–23 | 25–18 | 25–23 |       | 100–91  | 100–91    |
| 8 set | 17:30 | ' Polônia ' | 3–0    | Ucrânia     | 25–15 | 25–20 | 25–21 |       |       | 75–56   | 75–56     |
| 8 set | 20:30 | Grécia      | 1–3    | ' Portugal' | 22–25 | 26–24 | 20–25 | 22–25 |       | 90–99   | 90–99     |

### Grupo B
|     |              |     | Jogos | Jogos | Jogos | Sets | Sets | Sets  | Pontos | Pontos | Pontos |
| Pos | Equipe       | Pts | T     | V     | D     | V    | P    | R     | V      | P      | R      |
| --- | ------------ | --- | ----- | ----- | ----- | ---- | ---- | ----- | ------ | ------ | ------ |
| 1   | Itália       | 15  | 5     | 5     | 0     | 15   | 2    | 7.500 | 408    | 336    | 1.214  |
| 2   | Eslovênia    | 9   | 5     | 3     | 2     | 10   | 6    | 1.667 | 379    | 329    | 1.152  |
| 3   | Bulgária     | 8   | 5     | 3     | 2     | 10   | 9    | 1.111 | 415    | 405    | 1.025  |
| 4   | Chéquia      | 7   | 4     | 2     | 2     | 10   | 10   | 1,000 | 438    | 446    | 0.982  |
| 5   | Bielorrússia | 6   | 5     | 2     | 3     | 7    | 10   | 0.700 | 348    | 390    | 0.892  |
| 6   | Montenegro   | 0   | 5     | 0     | 5     | 0    | 15   | 0,000 | 291    | 383    | 0.760  |

| Data  | Hora  |                  | Placar |              | Set 1 | Set 2 | Set 3 | Set 4 | Set 5 | Total  | Relatório |
| ----- | ----- | ---------------- | ------ | ------------ | ----- | ----- | ----- | ----- | ----- | ------ | --------- |
| 3 set | 14:15 | ' Itália '       | 3–0    | Bielorrússia | 25–18 | 25–12 | 25–15 |       |       | 75–45  | 75–45     |
| 3 set | 17:15 | Montenegro       | 0–3    | ' Bulgária'  | 22–25 | 17–25 | 25–27 |       |       | 64–77  | 64–77     |
| 3 set | 20:15 | ' Chéquia '      | 3–1    | Eslovênia    | 26–24 | 25–18 | 14–25 | 25–19 |       | 90–86  | 90–86     |
| 4 set | 16:00 | Montenegro       | 0–3    | ' Eslovênia' | 17–25 | 16–25 | 16–25 |       |       | 49–75  | 49–75     |
| 4 set | 19:00 | ' Bielorrússia ' | 3–1    | Chéquia      | 25–20 | 19–25 | 25–21 | 25–19 |       | 94–85  | 94–85     |
| 5 set | 16:00 | Chéquia          | 2–3    | ' Bulgária'  | 10–25 | 25–23 | 25–18 | 24–26 | 11–15 | 95–107 | 95–107    |
| 5 set | 19:00 | ' Itália '       | 3–0    | Montenegro   | 25–17 | 25–20 | 26–24 |       |       | 76–61  | 76–61     |
| 6 set | 15:45 | Bulgária         | 1–3    | ' Itália'    | 19–25 | 18–25 | 25–17 | 12–25 |       | 74–92  | 74–92     |
| 6 set | 19:00 | ' Eslovênia '    | 3–0    | Bielorrússia | 25–20 | 25–20 | 25–15 |       |       | 75–55  | 75–55     |
| 7 set | 16:00 | ' Eslovênia '    | 3–0    | Bulgária     | 25–18 | 25–19 | 25–21 |       |       | 75–58  | 75–58     |
| 7 set | 19:00 | Montenegro       | 0–3    | ' Chéquia'   | 28–30 | 23–25 | 10–25 |       |       | 61–80  | 61–80     |
| 8 set | 15:45 | ' Itália '       | 3–0    | Eslovênia    | 27–25 | 25–20 | 25–23 |       |       | 77–68  | 77–68     |
| 8 set | 19:00 | ' Bielorrússia ' | 3–0    | Montenegro   | 25–23 | 25–21 | 25–12 |       |       | 75–56  | 75–56     |
| 9 set | 16:00 | ' Bulgária '     | 3–1    | Bielorrússia | 25–13 | 25–18 | 24–26 | 25–22 |       | 99–79  | 99–79     |
| 9 set | 19:00 | Chéquia          | 1–3    | ' Itália'    | 20–25 | 21–25 | 25–23 | 22–25 |       | 88–98  | 88–98     |

### Grupo C
|     |                    |     | Jogos | Jogos | Jogos | Sets | Sets | Sets  | Pontos | Pontos | Pontos |
| Pos | Equipe             | Pts | T     | V     | D     | V    | P    | R     | V      | P      | R      |
| --- | ------------------ | --- | ----- | ----- | ----- | ---- | ---- | ----- | ------ | ------ | ------ |
| 1   | Países Baixos      | 13  | 5     | 4     | 1     | 14   | 5    | 2.800 | 447    | 425    | 1.052  |
| 2   | Rússia             | 11  | 5     | 4     | 1     | 13   | 7    | 1.857 | 464    | 396    | 1.172  |
| 3   | Turquia            | 10  | 5     | 3     | 2     | 12   | 8    | 1.500 | 476    | 445    | 1.070  |
| 4   | Finlândia          | 8   | 5     | 3     | 2     | 11   | 9    | 1.222 | 455    | 437    | 1.041  |
| 5   | Espanha            | 3   | 5     | 1     | 4     | 5    | 13   | 0.385 | 400    | 443    | 0.903  |
| 6   | Macedônia do Norte | 0   | 5     | 0     | 5     | 2    | 15   | 0.133 | 329    | 425    | 0.774  |

| Data  | Hora  |                    | Placar |                    | Set 1 | Set 2 | Set 3 | Set 4 | Set 5 | Total   | Relatório |
| ----- | ----- | ------------------ | ------ | ------------------ | ----- | ----- | ----- | ----- | ----- | ------- | --------- |
| 1 set | 19:00 | ' Finlândia '      | 3–1    | Macedônia do Norte | 25–20 | 25–15 | 24–26 | 25–22 |       | 99–83   | 99–83     |
| 2 set | 17:00 | Rússia             | 1–3    | ' Turquia'         | 27–29 | 25–16 | 21–25 | 19–25 |       | 92–95   | 92–95     |
| 2 set | 20:00 | ' Países Baixos '  | 3–0    | Espanha            | 25–23 | 26–24 | 25–22 |       |       | 76–69   | 76–69     |
| 3 set | 17:00 | ' Turquia '        | 3–1    | Espanha            | 25–16 | 29–31 | 27–25 | 25–23 |       | 106–95  | 106–95    |
| 3 set | 20:00 | ' Países Baixos '  | 3–0    | Macedônia do Norte | 25–20 | 25–18 | 25–22 |       |       | 75–60   | 75–60     |
| 4 set | 14:00 | Espanha            | 0–3    | ' Finlândia'       | 19–25 | 20–25 | 18–25 |       |       | 57–75   | 57–75     |
| 4 set | 17:30 | Países Baixos      | 2–3    | ' Rússia'          | 13–25 | 25–19 | 21–25 | 25–21 | 13–15 | 97–105  | 97–105    |
| 5 set | 14:00 | Macedônia do Norte | 0–3    | ' Turquia'         | 22–25 | 12–25 | 15–25 |       |       | 49–75   | 49–75     |
| 5 set | 17:30 | ' Rússia '         | 3–1    | Finlândia          | 22–25 | 25–15 | 25–23 | 25–17 |       | 97–80   | 97–80     |
| 6 set | 17:00 | Macedônia do Norte | 1–3    | ' Espanha'         | 23–25 | 25–21 | 28–30 | 15–25 |       | 91–101  | 91–101    |
| 6 set | 20:00 | Turquia            | 1–3    | ' Países Baixos'   | 25–22 | 25–27 | 25–27 | 23–25 |       | 98–101  | 98–101    |
| 7 set | 17:00 | Espanha            | 1–3    | ' Rússia'          | 20–25 | 25–20 | 16–25 | 17–25 |       | 78–95   | 78–95     |
| 7 set | 20:00 | Finlândia          | 1–3    | ' Países Baixos'   | 23–25 | 25–21 | 25–27 | 20–25 |       | 93–98   | 93–98     |
| 8 set | 17:00 | ' Rússia '         | 3–0    | Macedônia do Norte | 25–15 | 25–13 | 25–18 |       |       | 75–46   | 75–46     |
| 8 set | 20:00 | ' Finlândia '      | 3–2    | Turquia            | 25–17 | 16–25 | 27–29 | 25–18 | 15–13 | 108–102 | 108–102   |

### Grupo D
|     |            |     | Jogos | Jogos | Jogos | Sets | Sets | Sets   | Pontos | Pontos | Pontos |
| Pos | Equipe     | Pts | T     | V     | D     | V    | P    | R      | V      | P      | R      |
| --- | ---------- | --- | ----- | ----- | ----- | ---- | ---- | ------ | ------ | ------ | ------ |
| 1   | França     | 15  | 5     | 5     | 0     | 15   | 1    | 15,000 | 397    | 317    | 1.252  |
| 2   | Alemanha   | 11  | 5     | 4     | 1     | 13   | 6    | 2.167  | 463    | 389    | 1.190  |
| 3   | Croácia    | 7   | 5     | 3     | 2     | 9    | 11   | 0.818  | 443    | 461    | 0.961  |
| 4   | Letônia    | 7   | 5     | 3     | 2     | 8    | 13   | 0.615  | 434    | 489    | 0.888  |
| 5   | Eslováquia | 4   | 5     | 1     | 4     | 8    | 14   | 0.571  | 453    | 502    | 0.902  |
| 6   | Estônia    | 3   | 5     | 1     | 4     | 6    | 14   | 0.429  | 414    | 446    | 0.928  |

| Data  | Hora  |              | Placar |               | Set 1 | Set 2 | Set 3 | Set 4 | Set 5 | Total   | Relatório |
| ----- | ----- | ------------ | ------ | ------------- | ----- | ----- | ----- | ----- | ----- | ------- | --------- |
| 1 set | 19:00 | Estônia      | 1–3    | ' Letônia'    | 23–25 | 22–25 | 25–16 | 21–25 |       | 91–91   | 91–91     |
| 3 set | 17:00 | Croácia      | 0–3    | ' Alemanha'   | 20–25 | 13–25 | 19–25 |       |       | 52–75   | 52–75     |
| 3 set | 20:00 | ' França '   | 3–0    | Eslováquia    | 25–22 | 25–20 | 25–19 |       |       | 75–61   | 75–61     |
| 4 set | 16:00 | Eslováquia   | 2–3    | ' Estônia'    | 27–25 | 25–22 | 18–25 | 14–25 | 13–15 | 97–112  | 97–112    |
| 4 set | 19:00 | ' Croácia '  | 3–2    | Letônia       | 28–30 | 25–20 | 23–25 | 31–29 | 15–11 | 122–115 | 122–115   |
| 5 set | 16:00 | Estônia      | 0–3    | ' Alemanha'   | 19–25 | 16–25 | 21–25 |       |       | 56–75   | 56–75     |
| 5 set | 19:00 | ' França '   | 3–0    | Croácia       | 25–15 | 25–16 | 26–24 |       |       | 76–55   | 76–55     |
| 6 set | 17:00 | Letônia      | 2–3    | ' Eslováquia' | 18–25 | 25–23 | 25–13 | 19–25 | 7–15  | 94–101  | 94–101    |
| 6 set | 20:00 | Alemanha     | 1–3    | ' França'     | 29–31 | 25–15 | 22–25 | 22–25 |       | 98–96   | 98–96     |
| 7 set | 17:00 | Letônia      | 1–3    | ' Alemanha'   | 22–25 | 19–25 | 27–25 | 17–25 |       | 85–100  | 85–100    |
| 7 set | 20:00 | ' Croácia '  | 3–2    | Estônia       | 20–25 | 22–25 | 25–18 | 26–24 | 15–9  | 108–101 | 108–101   |
| 8 set | 17:00 | Eslováquia   | 1–3    | ' Croácia'    | 27–25 | 19–25 | 19–25 | 29–31 |       | 94–106  | 94–106    |
| 8 set | 20:00 | ' França '   | 3–0    | Letônia       | 25–18 | 25–14 | 25–17 |       |       | 75–49   | 75–49     |
| 9 set | 17:00 | ' Alemanha ' | 3–2    | Eslováquia    | 25–20 | 25–17 | 25–27 | 25–27 | 15–9  | 115–100 | 115–100   |
| 9 set | 20:00 | Estônia      | 0–3    | ' França'     | 8–25  | 17–25 | 19–25 |       |       | 44–75   | 54–75     |

## Fase final
- Todos os horários da Bulgária e Sérvia obedecem ao Horário da Europa Central (UTC+2).

|  | Oitavas de final                          | Oitavas de final                          |                                           |   | Quartas de final | Quartas de final |                                    |                                    | Semifinais | Semifinais |  |  | Final | Final |
|  |                                           |                                           |                                           |   |                  |                  |                                    |                                    |            |            |  |  |       |       |
|  | 11 de setembro – Gdańsk, Polônia          |                                           |                                           |   |                  |                  |                                    |                                    |            |            |  |  |       |       |
|  |                                           |                                           |                                           |   |                  |                  |                                    |                                    |            |            |  |  |       |       |
|  | Polônia                                   | 3                                         |                                           |   |                  |                  |                                    |                                    |            |            |  |  |       |       |
|  | Polônia                                   | 3                                         | 14 de setembro – Gdańsk, Polônia          |   |                  |                  |                                    |                                    |            |            |  |  |       |       |
|  | Finlândia                                 | 0                                         |                                           |   |                  |                  |                                    |                                    |            |            |  |  |       |       |
|  | Finlândia                                 | 0                                         | Polônia                                   | 3 |                  |                  |                                    |                                    |            |            |  |  |       |       |
|  | 11 de setembro – Gdańsk, Polônia          |                                           | Polônia                                   | 3 |                  |                  |                                    |                                    |            |            |  |  |       |       |
|  |                                           | Rússia                                    | 0                                         |   |                  |                  |                                    |                                    |            |            |  |  |       |       |
|  | Rússia                                    | Rússia                                    | 0                                         | 3 |                  |                  |                                    |                                    |            |            |  |  |       |       |
|  | Rússia                                    |                                           | 18 de setembro – Katovice, Polônia        | 3 |                  |                  |                                    |                                    |            |            |  |  |       |       |
|  | Ucrânia                                   | 1                                         |                                           |   |                  |                  |                                    |                                    |            |            |  |  |       |       |
|  | Ucrânia                                   | 1                                         | Polônia                                   | 1 |                  |                  |                                    |                                    |            |            |  |  |       |       |
|  | 13 de setembro – Ostrava, República Checa |                                           | Polônia                                   | 1 |                  |                  |                                    |                                    |            |            |  |  |       |       |
|  |                                           | Eslovênia                                 | 3                                         |   |                  |                  |                                    |                                    |            |            |  |  |       |       |
|  | França                                    | Eslovênia                                 | 3                                         | 0 |                  |                  |                                    |                                    |            |            |  |  |       |       |
|  | França                                    | 15 de setembro – Ostrava, República Checa |                                           | 0 |                  |                  |                                    |                                    |            |            |  |  |       |       |
|  | Chéquia                                   | 3                                         |                                           |   |                  |                  |                                    |                                    |            |            |  |  |       |       |
|  | Chéquia                                   | 3                                         | Chéquia                                   | 0 |                  |                  |                                    |                                    |            |            |  |  |       |       |
|  | 13 de setembro – Ostrava, República Checa |                                           | Chéquia                                   | 0 |                  |                  |                                    |                                    |            |            |  |  |       |       |
|  |                                           | Eslovênia                                 | 3                                         |   |                  |                  |                                    |                                    |            |            |  |  |       |       |
|  | Eslovênia                                 | Eslovênia                                 | 3                                         | 3 |                  |                  |                                    |                                    |            |            |  |  |       |       |
|  | Eslovênia                                 |                                           | 19 de setembro – Katovice, Polônia        | 3 |                  |                  |                                    |                                    |            |            |  |  |       |       |
|  | Croácia                                   | 1                                         |                                           |   |                  |                  |                                    |                                    |            |            |  |  |       |       |
|  | Croácia                                   | 1                                         | Eslovênia                                 | 2 |                  |                  |                                    |                                    |            |            |  |  |       |       |
|  | 12 de setembro – Gdańsk, Polônia          |                                           | Eslovênia                                 | 2 |                  |                  |                                    |                                    |            |            |  |  |       |       |
|  |                                           | Itália                                    | 3                                         |   |                  |                  |                                    |                                    |            |            |  |  |       |       |
|  | Países Baixos                             | Itália                                    | 3                                         | 3 |                  |                  |                                    |                                    |            |            |  |  |       |       |
|  | Países Baixos                             | 14 de setembro – Gdańsk, Polônia          |                                           | 3 |                  |                  |                                    |                                    |            |            |  |  |       |       |
|  | Portugal                                  | 2                                         |                                           |   |                  |                  |                                    |                                    |            |            |  |  |       |       |
|  | Portugal                                  | 2                                         | Países Baixos                             | 0 |                  |                  |                                    |                                    |            |            |  |  |       |       |
|  | 12 de setembro – Gdańsk, Polônia          |                                           | Países Baixos                             | 0 |                  |                  |                                    |                                    |            |            |  |  |       |       |
|  |                                           | Sérvia                                    | 3                                         |   |                  |                  |                                    |                                    |            |            |  |  |       |       |
|  | Sérvia                                    | Sérvia                                    | 3                                         | 3 |                  |                  |                                    |                                    |            |            |  |  |       |       |
|  | Sérvia                                    |                                           | 18 de setembro – Katovice, Polônia        | 3 |                  |                  |                                    |                                    |            |            |  |  |       |       |
|  | Turquia                                   | 2                                         |                                           |   |                  |                  |                                    |                                    |            |            |  |  |       |       |
|  | Turquia                                   | 2                                         | Sérvia                                    | 1 |                  |                  |                                    |                                    |            |            |  |  |       |       |
|  | 12 de setembro – Ostrava, República Checa |                                           | Sérvia                                    | 1 |                  |                  |                                    |                                    |            |            |  |  |       |       |
|  |                                           | Itália                                    | 3                                         |   | Terceiro Lugar   | Terceiro Lugar   |                                    |                                    |            |            |  |  |       |       |
|  | Itália                                    | Itália                                    | 3                                         | 3 | Terceiro Lugar   | Terceiro Lugar   |                                    |                                    |            |            |  |  |       |       |
|  | Itália                                    | 15 de setembro – Ostrava, República Checa | 15 de setembro – Ostrava, República Checa | 3 |                  |                  | 19 de setembro – Katovice, Polônia | 19 de setembro – Katovice, Polônia |            |            |  |  |       |       |
|  | Letônia                                   | 15 de setembro – Ostrava, República Checa | 15 de setembro – Ostrava, República Checa | 0 |                  |                  | 19 de setembro – Katovice, Polônia | 19 de setembro – Katovice, Polônia |            |            |  |  |       |       |
|  | Letônia                                   | Itália                                    | 3                                         | 0 | Polônia          | 3                |                                    |                                    |            |            |  |  |       |       |
|  | 12 de setembro – Ostrava, República Checa | Itália                                    | 3                                         |   | Polônia          | 3                |                                    |                                    |            |            |  |  |       |       |
|  |                                           | Alemanha                                  | 0                                         |   | Sérvia           | 0                |                                    |                                    |            |            |  |  |       |       |
|  | Alemanha                                  | Alemanha                                  | 0                                         | 3 | Sérvia           | 0                |                                    |                                    |            |            |  |  |       |       |
|  | Alemanha                                  |                                           |                                           | 3 |                  |                  |                                    |                                    |            |            |  |  |       |       |
|  | Bulgária                                  | 1                                         |                                           |   |                  |                  |                                    |                                    |            |            |  |  |       |       |
|  | Bulgária                                  | 1                                         |                                           |   |                  |                  |                                    |                                    |            |            |  |  |       |       |

### Oitavas de final
| Data   | Hora  |                  | Placar |            | Set 1 | Set 2 | Set 3 | Set 4 | Set 5 | Total   | Relatório |
| ------ | ----- | ---------------- | ------ | ---------- | ----- | ----- | ----- | ----- | ----- | ------- | --------- |
| 11 set | 17:30 | 'Rússia '        | 3–1    | Ucrânia    | 22–25 | 25–16 | 25–22 | 25–22 |       | 97–85   | 97–85     |
| 11 set | 20:30 | 'Polônia '       | 3–0    | Finlândia  | 25–16 | 25–16 | 25–14 |       |       | 75–46   | 75–46     |
| 12 set | 16:00 | 'Itália '        | 3–0    | Letônia    | 25–14 | 25–13 | 25–16 |       |       | 75–43   | 75–43     |
| 12 set | 17:30 | 'Países Baixos ' | 3–2    | Portugal   | 22–25 | 25–22 | 26–24 | 20–25 | 15–13 | 108–109 | 108–109   |
| 12 set | 19:00 | 'Alemanha '      | 3–1    | Bulgária   | 25–14 | 18–25 | 25–19 | 25–22 |       | 93–80   | 93–80     |
| 12 set | 20:30 | 'Sérvia '        | 3–2    | Turquia    | 25–18 | 22–25 | 22–25 | 25–23 | 15–12 | 109–103 | 109–103   |
| 13 set | 16:00 | 'Eslovênia '     | 3–1    | Croácia    | 25–20 | 25–18 | 19–25 | 25–12 |       | 94–75   | 94–75     |
| 13 set | 19:00 | França           | 0–3    | ' Chéquia' | 22–25 | 19–25 | 32–34 |       |       | 73–84   | 73–84     |

### Quartas de final
| Data   | Hora  |               | Placar |              | Set 1 | Set 2 | Set 3 | Set 4 | Set 5 | Total | Relatório |
| ------ | ----- | ------------- | ------ | ------------ | ----- | ----- | ----- | ----- | ----- | ----- | --------- |
| 14 set | 17:30 | Países Baixos | 0–3    | ' Sérvia'    | 23–25 | 20–25 | 25–27 |       |       | 68–77 | 68–77     |
| 14 set | 20:30 | 'Polônia '    | 3–0    | Rússia       | 25–14 | 26–24 | 25–19 |       |       | 76–57 | 76–57     |
| 15 set | 16:00 | 'Itália '     | 3–0    | Alemanha     | 25–13 | 25–18 | 25–19 |       |       | 75–50 | 75–50     |
| 15 set | 19:00 | Chéquia       | 0–3    | ' Eslovênia' | 21–25 | 19–25 | 25–27 |       |       | 65–77 | 65–77     |

### Semifinais
| Data   | Hora  |         | Placar |              | Set 1 | Set 2 | Set 3 | Set 4 | Set 5 | Total   | Relatório |
| ------ | ----- | ------- | ------ | ------------ | ----- | ----- | ----- | ----- | ----- | ------- | --------- |
| 18 set | 17:30 | Polônia | 1–3    | ' Eslovênia' | 25–17 | 30–32 | 16–25 | 35–37 |       | 106–111 | 106–111   |
| 18 set | 21:00 | Sérvia  | 1–3    | ' Itália'    | 27–29 | 22–25 | 25–23 | 18–25 |       | 92–102  | 92–102    |

### Terceiro lugar
| Data   | Hora  |            | Placar |        | Set 1 | Set 2 | Set 3 | Set 4 | Set 5 | Total | Relatório |
| ------ | ----- | ---------- | ------ | ------ | ----- | ----- | ----- | ----- | ----- | ----- | --------- |
| 19 set | 17:30 | 'Polônia ' | 3–0    | Sérvia | 25–22 | 25–16 | 25–22 |       |       | 75–60 | 75–60     |

### Final
| Data   | Hora  |           | Placar |           | Set 1 | Set 2 | Set 3 | Set 4 | Set 5 | Total   | Relatório |
| ------ | ----- | --------- | ------ | --------- | ----- | ----- | ----- | ----- | ----- | ------- | --------- |
| 19 set | 20:30 | Eslovênia | 2–3    | ' Itália' | 25–22 | 20–25 | 25–20 | 20–25 | 11–15 | 101–107 | 101–107   |

## Classificação Final
| Colocação | Equipe             |
| --------- | ------------------ |
| 1         | Itália             |
| 2         | Eslovênia          |
| 3         | Polônia            |
| 4         | Sérvia             |
| 5         | Países Baixos      |
| 6         | Alemanha           |
| 7         | Rússia             |
| 8         | Chéquia            |
| 9         | França             |
| 10        | Turquia            |
| 11        | Finlândia          |
| 12        | Bulgária           |
| 13        | Ucrânia            |
| 14        | Croácia            |
| 15        | Portugal           |
| 16        | Letônia            |
| 17        | Bielorrússia       |
| 18        | Bélgica            |
| 19        | Eslováquia         |
| 20        | Espanha            |
| 21        | Estônia            |
| 22        | Grécia             |
| 22        | Macedônia do Norte |
| 24        | Montenegro         |

|  | Equipes classificadas para o Campeonato Mundial de 2022 |

## Prêmios individuais
A seleção do campeonato foi composta pelos seguintes jogadores de acordo com o voto público através da página oficial da CEV:
- MVP (Most Valuable Player):  Simone Giannelli